# Palacio de la Inquisición (Murcia)
El palacio de la Inquisición es un antiguo inmueble de la ciudad de Murcia (Región de Murcia, España), situado en la céntrica calle de Jara Carrillo. Construido a mediados del siglo XVIII como nueva sede del Tribunal de la Santa Inquisición en Murcia. El edificio que se conserva es fruto de la última de sus reformas, la que aconteció entre 1816 y 1823. En la actualidad, acoge las instalaciones del Colegio de Arquitectos de Murcia.

## Historia
El edificio actual se sitúa en parte de donde antiguamente se levantaba el llamado Alcázar Nuevo de Murcia, o de Enrique III, construido en 1405 frente a la puerta del Puente de las murallas de la ciudad, con una utilidad netamente militar, sirviendo de defensa de un lugar estratégico donde se cruzaba (y se cruza hoy) el río Segura mediante distintos puentes.
El tribunal de la Inquisición llegó a Murcia en 1488, el mismo año que a Valladolid, siendo la sexta ciudad de la Corona de Castilla en contar con uno (tras Sevilla, Córdoba, Toledo, Llerena y la susodicha Valladolid). 
En 1748 el edificio del antiguo alcázar pasó a ser la sede oficial del Tribunal de la Santa Inquisición de Murcia -que ya había tenido otras sedes-, y con el tiempo también de las cárceles de la ciudad, sufriendo por ello varias reformas, la primera entre 1748 y 1750, la segunda entre 1751 y 1753 y la tercera y última entre 1816 y 1823 que le dio su aspecto exterior actual, gracias al arquitecto Francisco Bolarín García (llamado el Viejo). 
Precisamente fue en aquella época cuando José María de Torrijos y Uriarte estuvo recluido en la cárcel de la Inquisición (al igual que Juan Van Halen) tras el fracaso del pronunciamiento liberal de 1817, hasta su liberación en 1820 con motivo de la revolución que dio paso al Trienio Liberal. Durante su cautiverio, el general recibió las visitas de su esposa, que le hacía llegar papeles clandestinos de la actividad conspirativa, según narró ella misma, "bien metiendo los papeles dentro de los huesos de la carne, o en el mango de los cuchillos de plata o en el dobladillo de los manteles y servilletas".
Con la desamortización de Mendizábal y la abolición definitiva de la Inquisición en 1834, fue vendido y posteriormente recuperado por el Estado, instalándose allí temporalmente la Diputación Provincial, así como en otros sectores del conjunto de edificios (hoy desaparecidos) se instaló un teatro. 
Los departamentos en los que estaba dividido el antiguo Alcázar se fueron vendiendo por separado, siendo derribados la mayor parte de ellos a finales de siglo (dando lugar al Hotel Victoria y a la casa Zabálburu en 1885) salvo el inmueble que hoy se conserva, que es lo único que queda del conjunto anterior. 

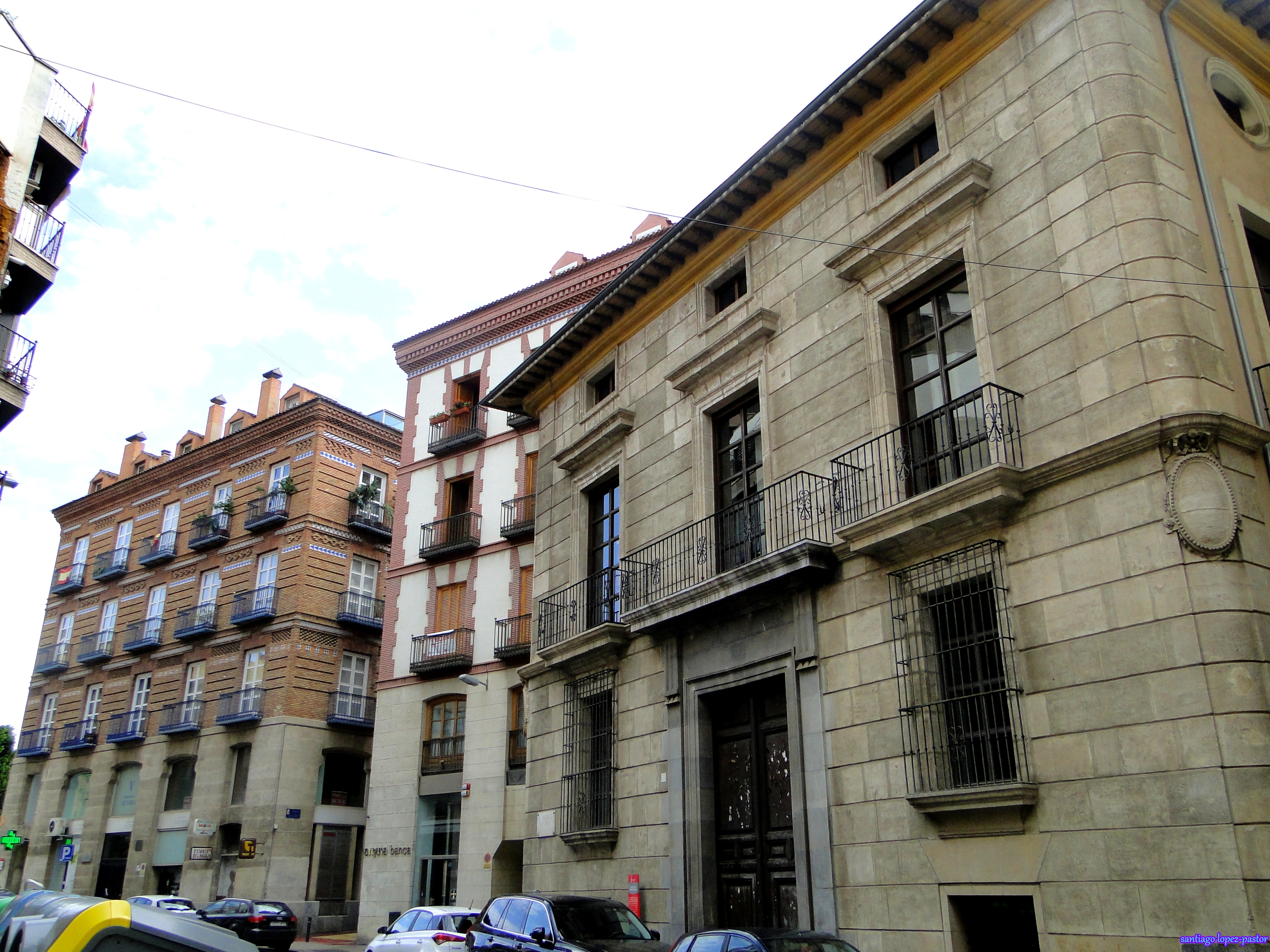
Palacio de la Inquisición, en la calle Jara Carrillo

Posteriormente se instalaron en él la redacción y talleres del diario El Liberal (periódico murciano fundado en 1902 y que existió hasta 1939), siendo posteriormente la sede del Diario Línea. 
La última reforma interior del edificio se dio en 1978 y fue llevada a cabo por el Colegio de Arquitectos para acoger su sede, función que sigue cumpliendo hoy.

## Arquitectura
El inmueble consta de cuatro plantas: semisótano, entresuelo, planta principal o noble, y desvanes o cámaras. Es un edificio de estilo sencillo, muy del gusto neoclásico.  Sus elementos principales son, la fachada exterior,  las fachadas de los patios interiores y la escalera interior (derribada en la rehabilitación de 1978).
La planta noble presenta tres balcones con guardapolvos siendo mayor el central. En el centro de la planta baja se encuentra el gran portalón de acceso que ocupa la fachada del semisótano y la primera planta. En los ejes laterales hay ventanas con rejas. 
Remata el edificio una gran cornisa y un ático con ventanas. En la esquina izquierda de la fachada principal hay un blasón tallado en piedra.